# Биркенфелд (Доња Франконија)
Биркенфелд (њем. Birkenfeld) општина је у њемачкој савезној држави Баварска. Једно је од 40 општинских средишта округа Мајна-Шпесарт. Према процјени из 2010. у општини је живјело 2.157 становника. Посједује регионалну шифру (AGS) 9677119.

## Географски и демографски подаци
Биркенфелд се налази у савезној држави Баварска у округу Мајна-Шпесарт. Општина се налази на надморској висини од 200-325 метара. Површина општине износи 29,2 km².

## Становништво
У самом мјесту је, према процјени из 2010. године, живјело 2.157 становника. Просјечна густина становништва износи 74 становника/km².

## Међународна сарадња
| Мјесто | Држава    | Врста сарадње | Од    |
| ------ | --------- | ------------- | ----- |
|        | Француска | партнерство   | 1987. |
| Извор  |           |               |       |